# ابن قوسين
ابْن قوسين، طبيب عِراقي. كان مشهورًا في زمانه، وله دراية بصناعة الطب، ومقامه بالموصل. وقد أفرد له ابن أبي أصيبعة ترجمةً له في كتابه عيون الأنباء في طبقات الأطباء تحت باب «طبقات الأطبّاء العراقيين وأطباء الجزيرة وديار بكر».

## آثاره
كان يهوديًّا فأسلم، عندئذٍ أخذ يكتب الكتب والرسائل في تفنيد اليهودية والرد على اليهود وشُبُهاتهم، وله من الكُتب:
- كِتاب بعنوان «مقالة في الرد على اليهود».[1]

## وصلات خارجية
- ابْن قوسين في موسوعة المعرفة.